# Streeter Bluff
Das Streeter Bluff ist ein 200 m hohes Kliff auf der Insel Heard im südlichen Indischen Ozean. Es ragt am nordöstlichen Ende eines Hügels nordwestlich der Compton-Lagune auf.
Namensgeber des Kliffs ist der Geodät Rod Streeter, der das Kliff 1980 vermaß und fotografierte.